# 王玉芬
王玉芬（1962年—），上海人，汉族，中华人民共和国政治人物、第十一届全国人民代表大会湖北地区代表。
毕业于中央党校经济管理专业。担任翔宇教育集团董事长。2008年起担任全国人大代表。